# Wayback Machine
Wayback Machine (Вејбек машин, досл. „машина за путовање уназад”) дигитална је архива светске мреже (веба) и других информација на интернету. Креирала ју је Интернетска архива (енгл. Internet Archive, ч. „интернет аркајв”), непрофитна организација са седиштем у Сан Франциску (Калифорнија). Архиву су основали Брустер Кејл и Брус Џилијат, а одржава се заједно са садржајима Алекса интернета (енгл. Alexa Internet), калифорнијске подружнице Амазона која сакупља комерцијалне податке о веб-саобраћају. Сервис Wayback Machine корисницима омогућава да виде архивиране верзије веб-страница откако су те странице изгледале на одређени датум у прошлости, што сама архива назива „тродимензионалним индексом”.
Године 1996. почело је архивирање кешираних страница веб-сајтова на веће кластере линукс-чворова Wayback Machine-а. Архива редовно посећује странице интернета сваких неколико дана, недеља или месеци и архивира нове верзије уколико се садржај променио. Намера је да се садржај који би се иначе изгубио када год се страница битно измени или пак затвори сними/сачува и архивира, јер самим тим што је била објављена и што је неко могао видети као такву постоји пуно право да се и сачува — па чак и ако је садржала неки спорни садржај. Велика визија и коначни циљ је да се архивира цели интернет.
Име Wayback Machine је изабрано као смешна алузија на плот-уређај из анимираног цртаног филма The Rocky and Bullwinkle Show. У једном од саставних делова тог анимираног цртаног филма, Peabody's Improbable History, главни ликови Г. Пибоди и Шерман рутински су користили времеплов по имену WABAC machine (што се изговара исто као и wayback, вејбек) како би сведочили, (не)учествовали или изменили одређене познате догађаје из прошлости.